# Fokker D.XXI
Fokker D.XXI là một loại máy bay tiêm kích được thiết kế vào năm 1935, trang bị cho Không quân Lục quân Hoàng gia Đông Ấn Hà Lan (Militaire Luchtvaart van het Koninklijk Nederlands-Indisch Leger, ML-KNIL). Ngoài ra nó còn được trang bị cho Phần Lan, Đan Mạch, Hà Lan.

## Biến thể
- D.XXI-1: Phiên bản sản xuất đầu tiên, 2 chiếc được chế tạo cho Đan Mạch.
- D.XXI-2: 36 chiếc cho RNLAF. Tổng số chế tạo: 53
- D.XXI-3: D.XXI-2 do Phần Lan chế tạo. Tổng số chế tạo: 38
- D.XXI-4: D.XXI-3 nâng cấp, lắp động cơ R-1535-SB4C-G Twin Wasp Junior 825 hp (615 kW). Tổng số chế tạo: 50
- D.XXI-5: D.XXI-4 nâng cấp, lắp động cơ Bristol Pegasus 920 hp (686 kW). Tổng số chế tạo: 5
- Project 150: Phiên bản đề xuất với động cơ Bristol Hercules. Không chế tạo.
- Project 151: Phiên bản đề xuất với động cơ Rolls-Royce Merlin. Không chế tạo.
- Project 152: Phiên bản đề xuất với động cơ Daimler-Benz DB.600H. Không chế tạo.

## Quốc gia sử dụng
Đan Mạch
- Quân đoàn không quân Lục quân Đan Mạch mua 2 chiếc và chế tạo thêm 10 chiếc.

 Phần Lan

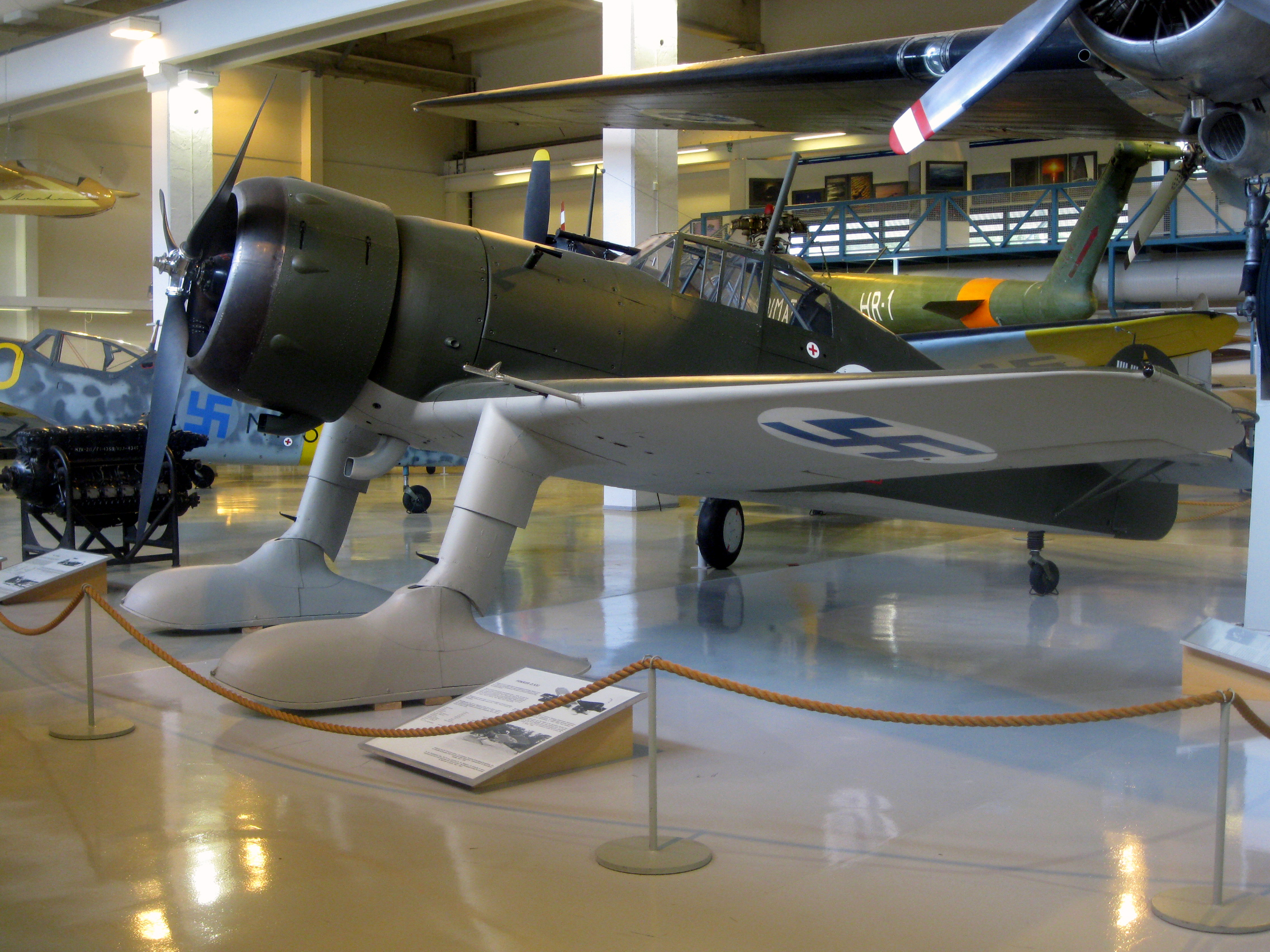
Fokker D.XXI (FR-110) tại bảo tàng hàng không ở miền trung Phần Lan.

- Không quân Phần Lan và 7 chiếc và chế tạo thêm 93.
  - Phi đoàn số 10, Không quân Phần Lan
  - Phi đoàn số 12, Không quân Phần Lan
  - Phi đoàn số 14, Không quân Phần Lan
  - Phi đoàn số 24, Không quân Phần Lan
  - Phi đoàn số 26, Không quân Phần Lan
  - Phi đoàn số 30, Không quân Phần Lan
  - Phi đoàn số 32, Không quân Phần Lan

 Germany
- Luftwaffe

 Hà Lan
- Liên đoàn không quân Lục quân Hà Lan mua 36 chiếc.

1 Luchtvaartregiment (1 trung đoàn)
1 và 2 Jachtvliegersafdeling (JaVa) (phi đoàn tiêm kích)
2 Luchtvaartregiment
 Cộng hòa Tây Ban Nha
- Không quân Cộng hòa Tây Ban Nha có thể có 1 chiếc.

## Tính năng kỹ chiến thuật (D.XXI)
Lentäjän Näkökulma & Thulinista Hornetiin

### Đặc điểm riêng
- Tổ lái: 1
- Chiều dài: 8,20 m (26 ft 11 in)
- Sải cánh: 11,00 m (36 ft 1 in)
- Chiều cao: 2,95 m (9 ft 8 in)
- Trọng lượng rỗng: 1.594 kg (3.511 lb)
- Trọng lượng cất cánh tối đa: 1.970 kg (4.399 lb)
- Động cơ: 1 × Bristol Mercury VIII, 618,76 kW (830 hp)

### Hiệu suất bay
- Vận tốc cực đại: 460 km/h (285 mph)
- Vận tốc hành trình: 429 km/h (267 mph)
- Tầm bay: 930 km (502 nmi, 574 mi)
- Trần bay: 11.350 m (36.089 ft)
- Vận tốc lên cao: 6.000 m trong 7 phút 30 giấy (19.680 ft)
- Lực đẩy/trọng lượng: 405 hp/t

### Vũ khí
- 4 khẩu súng máy FN Browning M36 7,92 mm (.312 in)